# Asedio de Vitoria
El asedio a Vitoria fue realizado entre 1199 y 1200 por las tropas del reino de Castilla de Alfonso VIII en la invasión del territorio occidental del reino de Navarra en tiempos del monarca Sancho VII.
La ciudad de Vitoria había sido fundada como Nova Victoria por Sancho VI el Sabio en 1181 sobre una antigua aldea llamada Gasteiz.
Este asedio duró unos ocho meses, iniciándose antes del 5 de junio de 1199 y consiguiendo su rendición antes del 25 de enero de 1200. Al mando de la plaza como tenente se encontraba Martín Chipia (actualmente transcrito también como Martín Ttipia). La ofensiva al llegar a la ciudad comenzó con baterías y asaltos con todo el rigor de las armas, encontrándose con una fuerte resistencia y produciéndose un gran derramamiento de sangre, según consta en el Archivo de San Millán, optando por cercar la ciudad impidiendo la entrada de alimentos y agua.
Para levantar el asedio, Sancho VII el Fuerte acudió a tierras almohades a intentar que estos atacaran a Castilla y así obligar a acudir a otro frente. Tras largas negociaciones y debido a la división en el territorio musulmán no lo logró. El obispo de Pamplona García Fernández consiguió una tregua castellana y, junto a un caballero de la guarnición asediada, se dirigieron a tierras almohades a exponer al rey navarro la insostenible situación de la ciudad para conseguir su entrega. Tras la autorización, debida también a que el ejército castellano controlaba el resto del territorio de Álava y Guipúzcoa, la ciudad se rindió en enero de 1200.